# Santana da Boa Vista
Santana da Boa Vista is een gemeente in de Braziliaanse deelstaat Rio Grande do Sul. De gemeente telt 8.891 inwoners (schatting 2009).

## Aangrenzende gemeenten
De gemeente grenst aan Caçapava do Sul, Cachoeira do Sul, Encruzilhada do Sul, Pinheiro Machado en Piratini.